# Kassel Huskies
Kassel Huskies (celým názvem: Eissport-Club Kassel Huskies) je německý klub ledního hokeje, který sídlí v hesenském městě Kassel. Založen byl v roce 1977 pod názvem ESG Kassel. Huskies v názvu klub obdržel až v roce 1994. V roce 2010 klub postihly silné finanční problémy, které měli za následek prodej DEL licence. Následující sezónu se pak přihlásil do hesenské zemské soutěže. Od sezóny 2014/15 působí v Deutsche Eishockey Lize 2, druhé německé nejvyšší soutěži ledního hokeje. Klubové barvy jsou modrá a bílá.
Své domácí zápasy odehrává v Eissporthalle Kassel s kapacitou 6 100 diváků.

## Historické názvy
Zdroj: 
- 1977 – ESG Kassel (Eissport-Gemeinschaft Kassel e. V.)
- 1987 – EC Kassel (Eissport-Club Kassel e. V.)
- 1994 – Kassel Huskies
- 2010 – EC Kassel Huskies (Eissport-Club Kassel Huskies)

## Přehled ligové účasti
Stručný přehled
Zdroj: 
- 1977–1980: Eishockey-Regionalliga West (4. ligová úroveň v Německu)
- 1980–1983: Eishockey-Oberliga Nord (3. ligová úroveň v Německu)
- 1983–1988: 2. Eishockey-Bundesliga (2. ligová úroveň v Německu)
- 1988–1990: Eishockey-Oberliga Nord (3. ligová úroveň v Německu)
- 1990–1994: 2. Eishockey-Bundesliga (2. ligová úroveň v Německu)
- 1994–2006: Deutsche Eishockey Liga (1. ligová úroveň v Německu)
- 2006–2008: 2. Eishockey-Bundesliga (2. ligová úroveň v Německu)
- 2008–2010: Deutsche Eishockey Liga (1. ligová úroveň v Německu)
- 2010–2011: Eishockey-Hessenliga (5. ligová úroveň v Německu)
- 2011–2014: Eishockey-Oberliga West (3. ligová úroveň v Německu)
- 2014– : DEL2 (2. ligová úroveň v Německu)

Jednotlivé ročníky
Zdroj: 
Legenda: ZČ – základní část, červené podbarvení – sestup, zelené podbarvení – postup, fialové podbarvení – reorganizace, změna skupiny či soutěže
| Německo (1977 – ) |                         |           |           |                                         |                            |
| Sezóny            | Soutěž                  | Úroveň    | ZČ        | Play-off                                | Poznámky                   |
| 1977/78           | Regionalliga West       | 4. úroveň | 5. místo  |                                         |                            |
| 1978/79           | Regionalliga West       | 4. úroveň | 5. místo  |                                         |                            |
| 1979/80           | Regionalliga West       | 4. úroveň | 1. místo  | Finále                                  | Postup                     |
| 1980/81           | Oberliga Nord           | 3. úroveň | 5. místo  | Baráž o 2. Bundesligu, sk. 2 (4. místo) |                            |
| 1981/82           | Oberliga Nord           | 3. úroveň | 3. místo  | Baráž o 2. Bundesligu Nord (2. místo)   |                            |
| 1982/83           | Oberliga Nord           | 3. úroveň | 1. místo  | Baráž o 2. Bundesligu, sk. 1 (5. místo) | Postup                     |
| 1983/84           | 2. Bundesliga Nord      | 2. úroveň | 7. místo  | Baráž o 2. Bundesligu Nord (1. místo)   |                            |
| 1984/85           | 2. Bundesliga Nord      | 2. úroveň | 6. místo  | Baráž o 2. Bundesligu Nord (1. místo)   |                            |
| 1985/86           | 2. Bundesliga Nord      | 2. úroveň | 3. místo  | Baráž o Bundesligu (5. místo)           |                            |
| 1986/87           | 2. Bundesliga Nord      | 2. úroveň | 2. místo  | Baráž o Bundesligu (7. místo)           |                            |
| 1987/88           | 2. Bundesliga Nord      | 2. úroveň | 3. místo  | Baráž o Bundesligu (6. místo)           | Odstoupení                 |
| 1988/89           | Oberliga Nord           | 3. úroveň | 4. místo  | Baráž o 2. Bundesligu Nord (9. místo)   |                            |
| 1989/90           | Oberliga Nord           | 3. úroveň | 3. místo  | Baráž o 2. Bundesligu Nord (6. místo)   | Postup                     |
| 1990/91           | 2. Bundesliga Nord      | 2. úroveň | 6. místo  | Baráž o 2. Bundesligu Nord (1. místo)   |                            |
| 1991/92           | 2. Bundesliga Nord      | 2. úroveň | 1. místo  | Finálová skupina (7. místo)             |                            |
| 1992/93           | 2. Bundesliga           | 2. úroveň | 5. místo  | Čtvrtfinále                             |                            |
| 1993/94           | 2. Bundesliga           | 2. úroveň | 2. místo  | Finále                                  | Postup                     |
| 1994/95           | Deutsche Eishockey Liga | 1. úroveň | 7. místo  | Čtvrtfinále                             |                            |
| 1995/96           | Deutsche Eishockey Liga | 1. úroveň | 9. místo  | Čtvrtfinále                             |                            |
| 1996/97           | Deutsche Eishockey Liga | 1. úroveň | 4. místo  | Finále                                  |                            |
| 1997/98           | Deutsche Eishockey Liga | 1. úroveň | 11. místo | 1. předkolo                             |                            |
| 1998/99           | Deutsche Eishockey Liga | 1. úroveň | 9. místo  |                                         |                            |
| 1999/00           | Deutsche Eishockey Liga | 1. úroveň | 4. místo  | Semifinále                              |                            |
| 2000/01           | Deutsche Eishockey Liga | 1. úroveň | 5. místo  | Semifinále                              |                            |
| 2001/02           | Deutsche Eishockey Liga | 1. úroveň | 5. místo  | Semifinále                              |                            |
| 2002/03           | Deutsche Eishockey Liga | 1. úroveň | 7. místo  | Čtvrtfinále                             |                            |
| 2003/04           | Deutsche Eishockey Liga | 1. úroveň | 11. místo |                                         |                            |
| 2004/05           | Deutsche Eishockey Liga | 1. úroveň | 14. místo | Zápas o udržení (prohra)                |                            |
| 2005/06           | Deutsche Eishockey Liga | 1. úroveň | 13. místo | Zápas o udržení (prohra)                | Sestup                     |
| 2006/07           | 2. Bundesliga           | 2. úroveň | 1. místo  | Finále                                  |                            |
| 2007/08           | 2. Bundesliga           | 2. úroveň | 1. místo  | Vítěz                                   | Postup                     |
| 2008/09           | Deutsche Eishockey Liga | 1. úroveň | 14. místo |                                         |                            |
| 2009/10           | Deutsche Eishockey Liga | 1. úroveň | 15. místo |                                         | Insolvence; ztráta licence |
| 2010/11           | Hessenliga              | 5. úroveň | ?. místo  |                                         | Koupě licence              |
| 2011/12           | Oberliga West           | 3. úroveň | 3. místo  | Kvalifikační skupina B (3. místo)       |                            |
| 2012/13           | Oberliga West           | 3. úroveň | 1. místo  | Finále                                  |                            |
| 2013/14           | Oberliga West           | 3. úroveň | 2. místo  | Baráž o DEL2 (2. místo)                 | Postup                     |
| 2014/15           | DEL2                    | 2. úroveň | 3. místo  | Čtvrtfinále                             |                            |
| 2015/16           | DEL2                    | 2. úroveň | 4. místo  | Vítěz                                   |                            |
| 2016/17           | DEL2                    | 2. úroveň | 3. místo  | Semifinále                              |                            |
| 2017/18           | DEL2                    | 2. úroveň | 6. místo  | Čtvrtfinále                             |                            |
| 2018/19           | DEL2                    | 2. úroveň |           |                                         |                            |

## Účast v mezinárodních pohárech
Zdroj: 
Legenda: SP – Spenglerův pohár, EHP – Evropský hokejový pohár, EHL – Evropská hokejová liga, SSix – Super six, IIHFSup – IIHF Superpohár, VC – Victoria Cup, HLMI – Hokejová liga mistrů IIHF, ET – European Trophy, HLM – Hokejová liga mistrů, KP – Kontinentální pohár
- EHL 1997/1998 – Základní skupina A (3. místo)